# Іва (Теннессі)
Іва (англ. Eva) — переписна місцевість (CDP) в США, у окрузі Бентон штату Теннессі. Населення — 239 осіб (2020).

## Географія
Іва розташована за координатами 36°4′4″ пн. ш. 88°0′25″ зх. д. / 36.06778° пн. ш. 88.00694° зх. д. (36.067850, -88.007076).  За даними Бюро перепису населення США в 2010 році переписна місцевість мала площу 5,26 км², з яких 5,15 км² — суходіл та 0,10 км² — водойми.

## Демографія
Згідно з переписом 2010 року, у переписній місцевості мешкали 293 особи в 134 домогосподарствах у складі 85 родин. Густота населення становила 56 осіб/км².  Було 216 помешкань (41/км²).
Расовий склад населення:
| - 97,6 % — білих - 1,0 % — чорних або афроамериканців - 0,3 % — корінних американців |

До двох чи більше рас належало 0,7 %. Частка іспаномовних становила 1,0 % від усіх жителів.
За віковим діапазоном населення розподілялося таким чином: 16,4 % — особи молодші 18 років, 62,4 % — особи у віці 18—64 років, 21,2 % — особи у віці 65 років та старші. Медіана віку мешканця становила 45,8 року. На 100 осіб жіночої статі у переписній місцевості припадало 102,1 чоловіків;  на 100 жінок у віці від 18 років та старших — 99,2 чоловіків також старших 18 років.
Середній дохід на одне домашнє господарство  становив 42 027 доларів США (медіана — 38 929), а середній дохід на одну сім'ю — 51 946 доларів (медіана — 55 156). Медіана доходів становила 38 571 долар для чоловіків та 35 000 доларів для жінок. За межею бідності перебувало 3,1 % осіб, у тому числі 0,0 % дітей у віці до 18 років та 0,0 % осіб у віці 65 років та старших.
Цивільне працевлаштоване населення становило 65 осіб. Основні галузі зайнятості: роздрібна торгівля — 30,8 %, виробництво — 23,1 %, транспорт — 12,3 %, науковці, спеціалісти, менеджери — 10,8 %.